# إيرني فرنانديز
إيرني فرنانديز مواليد 8 يونيو 1960 في سان خوان، بورتوريكو، هو لاعب كرة مضرب بورتوريكي سابق وكان يلعب باليد اليمنى. أعلى تصنيف له في الفردي كان المركز الـ 183 في سنة 1984. أعلى تصنيف له في الزوجي كان المركز الـ 66 في سنة 1984.

## النهائيات

### الزوجي: (1)
| الرقم | السنة | الدورة     | الأرضية | الشريك        | المنافس في النهائي      | النتيجة في النهائي |
| ----- | ----- | ---------- | ------- | ------------- | ----------------------- | ------------------ |
| 1.    | 1984  | تونس, تونس | ترابية  | مايكل مورتنسن | بيتر إلتر أندرياس مورير | 6–3, 6–4           |

## روابط خارجية
- إيرني فرنانديز على موقع رابطة محترفي التنس (الإنجليزية)
- إيرني فرنانديز على موقع الاتحاد الدولي لكرة المضرب (الإنجليزية)
- إيرني فرنانديز على موقع كأس ديفيز (الإنجليزية)
- إيرني فرنانديز على موقع خلاصة التنس.كوم (الإنجليزية)